# Wicko (okres Lębork)
Wicko (kašubsky Wickò nebo Wick, německy Vietzig) je vesnice a správní středisko vesnické gminy Wicko v okrese Lębork v Pomořském vojvodství v severním Polsku. Nachází se cca 10 km od pobřeží Baltského moře. Wicko se skládá ze dvou částí Nowe Wicko a Bielawa.

## Další informace
Do Wicka vede turistická stezka a také cyklostezka. Západně od Wicka se nachází přírodní rezervace Rezerwat Przyrody Nowe Wicko. Populárním místem pro děti je také Shrekova bažina (Bagno Shreka) - socha populární pohádkové postavy s hřištěm.